# Người Tasaday
Người Tasaday (tɑsɑdɑj) còn gọi là Leilani Yani, là một bộ lạc người bản địa sống ở núi cùng tên Tasaday, tỉnh Nam Cotabato ở phía nam của đảo Mindanao của Philippines. Họ được coi là thuộc nhóm Lumad, cùng với các nhóm bản địa khác trên đảo .
Người Tasaday thu hút sự chú ý của phương tiện truyền thông đại chúng rộng rãi, khi năm 1971 các nhà khoa học phương Tây công bố rằng đã phát hiện những người của "thời kỳ đồ đá" và sống hoàn toàn cách ly với xã hội Philippines. Rồi một lần nữa sự kiện thu hút sự chú ý trong năm 1980 khi nó đã được ghi nhận đó là một trò lừa bịp tinh vi .
Ngôn ngữ của người Tasaday có sự khác biệt so với các bộ lạc láng giềng, và giới ngôn ngữ học cho rằng đó là một thổ ngữ của ngôn ngữ Manobo trong vùng, và có thể là đã tách ra từ hồi 200 năm trước đây. Có những nghi ngờ về sự cô lập của họ, và không coi họ là một nhóm dân tộc riêng biệt .

## Sự kiện thời kỳ đồ đá
Manuel Elizalde là người đứng đầu của PANAMIN, một cơ quan chính phủ Philippines tạo ra vào năm 1968 để bảo vệ các lợi ích của văn hóa dân tộc thiểu số. Elizalde là con trai của một người cha giàu có dòng dõi Tây Ban Nha và mẹ là người Mỹ. Elizalde là bạn thân thiết của cố độc tài Philippines Ferdinand Marcos. Elizalde hướng đến vùng Tasaday, bắt đầu là vào ngày 07/6/1971 một thợ săn chân trần địa phương kể rằng trong những năm qua ông ta thường xuyên liên lạc với một nhóm người sống trong rừng nguyên sinh. Một tháng sau đó Elizalde đưa chuyện này lên các phương tiện truyền thông, và nhiều người phấn khích bắt đầu dọn đường vào vùng rừng dày nhất thế giới. Vài tuần sau, khi du khách chỉ còn ba giờ đi, thì bị chặn lại của bởi các vệ sĩ PANAMIN, người chỉ tuân thủ lệnh của Elizalde. Elizalde chỉ cho phép một số ít những "khách quan trọng nhất" được tới gặp "người Tasaday".

### Giới thiệu về Tasaday
Elizalde hướng Tasaday đến sự chú ý của PANAMIN. Với một nhóm nhỏ gồm vệ sĩ của Elizalde, phi công trực thăng, một bác sĩ, một sinh viên đại học Yale 19 tuổi tên là Edith Terry, và người của bộ lạc địa phương để giải thích những nỗ lực của mình, vào tháng 6 năm 1971 Elizalde gặp Tasaday trong khu bìa rừng đã dọn sạch.
Tháng 3 năm 1972, một cuộc họp nữa của Elizalde với Tasaday, cùng phóng viên báo chí và truyền thông, bao gồm cả của hãng AP và Hội địa lý Quốc gia Hoa Kỳ, lần này là tại hang động hẻo lánh nơi người Tasaday cư ngụ. Cuộc họp này được đưa tin rộng rãi, trong đó có bài của Kenneth MacLeish ở National Geographic trong số tháng 8 năm 1972, với bức ảnh một cậu bé Tasaday leo dây leo do nhiếp ảnh gia John Launois chụp được đưa lên trang bìa.
Kể từ đó có thêm nhiều cuộc khảo sát nhóm cư dân này, trong đó có một phim tài liệu của National Geographic "The Last Tribes Mindanao" (Bộ lạc cuối cùng ở Mindanao), lên sóng ngày 1 tháng 12 năm 1972. Tasaday trở nên đại chúng để thu hút du khách, trong đó có những khách nổi tiếng như Charles A. Lindbergh và nữ diễn viên người Ý Gina Lollobrigida.

### Cấm tham quan
Tháng Tư năm 1972, Tổng thống Philippines Ferdinand Marcos (theo yêu cầu của PANAMIN và Lindbergh) công bố vùng đất 182 km² (19.000 mẫu Anh) xung quanh các hang động của tổ tiên người Tasaday là Khu bảo tồn Tasaday/Manobo Blit. Đến thời điểm này, 11 nhà nhân chủng học đã nghiên cứu Tasaday tại thực địa, nhưng không ai lưu lại hơn sáu tuần. Năm 1976, Marcos đóng cửa Khu bảo tồn đối với tất cả du khách.
Trước khi cấm cửa các du khách, PANAMIN tài trợ cơ bản tất cả những nỗ lực để tìm, tham quan và nghiên cứu người Tasaday, với hầu hết chi phí cho "bảo tồn" do Elizalde và gia đình cung cấp, với một phần nhỏ từ chính phủ Philippines. Từ năm 1976 việc cấm du khách đến khu bảo tồn dẫn đến tiếp xúc của Tasaday với thế giới bên ngoài hầu như chấm dứt.

### Elizalde bỏ trốn và trở về
Năm 1983, một thời gian sau vụ ám sát nhà lãnh đạo chính trị đối lập Philippines Benigno Aquino, Jr., Elizalde đã bỏ trốn khỏi Philippines. Có lời đồn đại rằng ông này chạy trốn với hàng triệu USD từ tài trợ cho việc bảo vệ người Tasaday.
Elizalde trở lại cho Philippines vào năm 1987 và ở lại cho đến khi qua đời ngày 03/05/1997 vì bệnh bạch cầu. Trong thời gian này, 1987-1990, Elizalde tuyên bố ông đã dành hơn một triệu đôla Mỹ của Quỹ phi lợi nhuận Tasaday. Trong thời gian này, Elizalde cũng thành lập "Tasaday Community Care Foundation" (TCCF), "Quỹ Chăm sóc Tasaday".

## Tranh cãi
Một trong những nguyên nhân đóng cửa là nảy sinh một số nghi ngờ. Dường như người chết của họ đã được đặt trong rừng dưới một lớp lá, nhưng không có xương cốt hoặc tương tự được tìm thấy. Sau nữa mặc dù người Tasaday được tuyên bố là sống toàn thời gian trong rừng tại hang trú ẩn, nhưng không có dấu hiệu rác hoặc của chất thải của con người quanh đó.
Elizalde tuyên bố rằng trong số 24 người Tasaday còn lại, không có sự chia sẻ vợ, ngoại tình, hay ly dị. Thức ăn của họ được tuyên bố là toàn thực vật, tức là, trái cây hoang dã, lõi cọ, khoai lang rừng, nòng nọc, ấu trùng, và rễ cây. Hai nhà nghiên cứu cố gắng để phân tích thực đơn của họ và đi đến kết luận rằng thức ăn chính thức tìm kiếm được rõ ràng chỉ đủ cung cấp ít hơn 30% nhu cầu năng lượng của họ. Khi chuyên gia dinh dưỡng và các cố vấn y tế đề nghị nghiên cứu thêm thì họ bị Elizalde cấm. Một nhà nhân chủng học thông báo rằng ông nhìn thấy binh sĩ đưa cơm cho người Tasaday, thì ông cũng bị cấm cửa luôn.
Sau khi tổng thống Marcos ra đi năm 1986, nhà nhân chủng học Thụy Sĩ Oswald Iten cùng nhà báo Joey Lozano (từ Nam Cotabato) và một thành viên của bộ tộc T'boli là Datu Galang Tikaw (để phục vụ như phiên dịch, mặc dù ông không nói tiếng Tasaday), đã thực hiện một cuộc điều tra không phép các hang động Tasaday. Họ dành khoảng hai giờ với chỉ sáu người Tasaday, số lượng mà các nhà nhân học cảm thấy là quá ít để tồn tại được .
Khi trở về Iten và Lozano thông báo rằng các hang động bỏ hoang, và người Tasaday chỉ đơn giản là các thành viên của bộ lạc địa phương được đưa về sống một lối sống "thời kỳ đồ đá" dưới áp lực từ Elizalde . Thực tế là nhiều bộ lạc địa phương thừa nhận đã giả vờ là Tasaday để có được tiền từ việc được phỏng vấn và tài trợ .